# Pseudosinella cabidochei
Pseudosinella cabidochei is een springstaartensoort uit de familie van de Entomobryidae. De wetenschappelijke naam van de soort is voor het eerst geldig gepubliceerd in 1986 door Deharveng & Gouze.